# Liphústerheide
De Liphústerheide (ook: Lippenhuisterheide) is een uitgestrekt natuurgebied tussen het Ouddiep en de Bûtewei bij Lippenhuizen in de provincie Friesland. 
Het overgrote deel van de Lippenhuisterheide is eigendom van de familie Van Harinxma thoe Slooten. De noordelijke smalle strook van 6 hectare eigendom van It Fryske Gea. In het gevarieerde gebied komen natte en droge heideterreinen voor, afgewisseld met bomen en struiken. De vroegere vervening is nog herkenbaar door in de heide aanwezige sloten en greppels.
De hei grenst aan de noordzijde aan de open graslanden langs de Boorne. Grote natte delen zijn begroeid met gewone dopheide. Op de drogere plaatsen groeien kraaiheide en stekelbrem. Langs het schelpenpad voor fietsers groeien kalkminnende planten als rondbladig wintergroen en stijve ogentroost. Op de drogere plekjes houdt de levendbarende hagedis zich op.
Een deel van het natuurgebied heeft een meer constant waterpeil ingevoerd, waardoor de heide vochtiger kwam te staan. Een deel van het terrein is afgeplagd. De ontstane natte heide met vennetjes biedt een leefomgeving voor de gewone pad, groene kikker, heikikker, bruine kikker, ringslang en de adder.
Aeltsjemar
· De Alde Feanen
· Bakkeveense Duinen
· Bancopolder
· Bekhofschaans
· Bjirmen
· Blauhúster Puollen
· Bocht fan Molkwar
· Botmar
· Bouwepet
· Buismans Einekoai
· Bûtenfjild
· Van Coehoornbosk
· Delleboersterheide
· Diakonieveen
· Dobbe Stienser Aldlân
· Dobben Hurdegarypsterwarren
· Dunegeaster- en Follegeasterpolder
· Dyksfearten
· Eanjumerkolken
· Easterskar
· Einekoai Piaam
· Einekoaien Lytse Geast
· De Fluezen
· Grikelân en Turkije
· Grutte Wielen
· Heide Hulstreed
· De Hon
· Huitebuersterbûtenpolder
· Joodse begraafplaats Tacozijl
· Joodse begraafplaats Noordwolde
· Kapellepôle
· Ketelermar
· Ketliker Skar
· Kobbelân
· Lendebos
· Lindevallei
· Liphústerheide
· Makkumersúdmar
· Makkumerwaarden
· Mandefjild
· Martenastate
· Meulebos
· Meulereed
· Mokkebank
· Mûntsebuorsterpolder
· Noard-Fryslân Bûtendyks
· 't Oerd
· Ottema Wiersma reservaat
· Park Huize Olterterp
· Park Jongemastate
· Peazemerlannen
· Petgatten De Feanhoop
· Polders Koarnwert
· Ringwiel
· Rysterbosk
· De Ryp
· Schaopedobbe
· Séfonsterpolder
· Sippen-finnen
· Skiedingsboskje
· Slachtedyk
· Steile Bank
· Stokersdobbe
· Sudermarpolder
· Syp Set
· Taconisbosk
· Tsjongerwâlen
· Teroelster Sipen
· Unlân fan Jelsma
· Van Asperen einekoaien
· Warkumermar
· Warkumerwaard
· 't West
· Wilhelmina-oard
· Ychtenerfeanpolder